# Reinischkogel
Reinischkogel är ett berg i Österrike.   Det ligger i distriktet Deutschlandsberg och förbundslandet Steiermark, i den östra delen av landet, 170 km sydväst om huvudstaden Wien. Toppen på Reinischkogel är 1 465 meter över havet, eller 198 meter över den omgivande terrängen. Bredden vid basen är 3,9 km.
Terrängen runt Reinischkogel är huvudsakligen lite bergig. Närmaste större samhälle är Voitsberg, 12,0 km norr om Reinischkogel. 
I omgivningarna runt Reinischkogel växer i huvudsak blandskog. Runt Reinischkogel är det ganska tätbefolkat, med 70 invånare per kvadratkilometer.